# Francisco Javier de Céspedes
Francisco Javier de Jesús de Céspedes y López del Castillo, (3 de diciembre de 1821, Bayamo, Cuba Española - 27 de julio de 1903, Niquero, Cuba), hermano de Carlos Manuel de Céspedes, participó en los preparativos de la Guerra de los Diez Años. En los cuadros del Ejército Libertador figuró desde los momentos iniciales. Alcanzó el grado de Mayor general.

## Orígenes y primeros años
Francisco Javier de Jesús de Céspedes y López del Castillo nació el 3 de diciembre de 1821, en la ciudad de Bayamo, Cuba. Hijo de Jesús María Céspedes y Luque, también nacido en Oriente y de Francisca de Borja López del Castillo y Ramírez de Aguilar, nacida en Puerto Príncipe, actual ciudad de Camagüey. Tuvo como hermanos a Pedro, Carlos Manuel y Francisca de Borja «Borjita» y se menciona a Ladislao o Manuel Hilario como el posible hermano perdido en el tiempo.
Se casó con su prima hermana María Trinidad de Céspedes y del Castillo, con quien tuvo un hijo, llamado Ricardo Rogelio. Fruto de una relación extramatrimonial con María de la Caridad Yero tuvo a Ismael de Céspedes, quien nació en febrero de 1842. En 1857 compró la hacienda "La Demajagua", la cual años después vendería a su hermano Carlos Manuel y en la que se produciría el Grito de Yara, el 10 de octubre de 1868.
Involucrado en conspiraciones independentistas desde 1848, Francisco Javier se hizo masón, al igual que sus hermanos, y pronto se involucraron en las numerosas conspiraciones independentistas que pululaban en la década de 1860 en Cuba. Tras el derrocamiento de Isabel II en España, en septiembre de 1868, se presentó la oportunidad perfecta para dar inicio a la lucha por la independencia de Cuba.

## Guerra de los Diez Años
Finalmente, el 10 de octubre de 1868, tras muchas conspiraciones, ocurre el Grito de Yara, el estallido de la Guerra de los Diez Años (1868-1878), primera guerra por la independencia de Cuba. 
Francisco Javier estuvo junto a su hermano Carlos Manuel de Céspedes, principal líder del Alzamiento de "La Demajagua". Tiempo después, fue nombrado Mayor general del Ejército Mambí. 
Su hermano Carlos Manuel de Céspedes fue elegido Presidente de la República de Cuba en Armas, en abril de 1869, durante la Asamblea de Guáimaro. Sin embargo, producto de varias intrigas políticas, fue depuesto el 28 de octubre de 1873. Moriría en combate meses después, el 27 de febrero de 1874. 
Estos hechos provocaron un fuerte descontento en la facción cespedista de los mambises cubanos, lo cual condujo a la Sedición de Lagunas de Varona, en la primavera de 1875. Dicha sedición fue firmemente apoyada por la familia Céspedes, encabezada por el propio Francisco Javier. 
El presidente sucesor de Carlos Manuel de Céspedes, Salvador Cisneros Betancourt, renunció a su cargo, con motivo de esta sedición, y fue sustituido por Juan Bautista Spotorno, quien a su vez dio paso a la presidencia a Tomás Estrada Plama en 1876. 
El 15 de abril de 1877, la Cámara de Representantes eligió a Francisco Javier como Vicepresidente de la República, tras la muerte en el exilio del anterior vicepresidente, Francisco Vicente Aguilera. Al ser capturado Estrada Palma por las tropas enemigas, de Céspedes, en su condición de Vicepresidente, asumió la jefatura interina del Estado.
No aspiró Céspedes a prolongar su interinidad, que fue del 19 de octubre al 13 de diciembre de 1877. Propendió a que la Cámara de Representantes se reuniese y eligiera como nuevo presidente al también Mayor general Vicente García González. Sin embargo, la mayor parte de la guerra terminó pocos meses después, el 10 de febrero de 1878, con el Pacto de Zanjón. 
Francisco Javier rechazó fuertemente el Pacto del Zanjón y elogió la Protesta de Baraguá protagonizada por el Mayor general Antonio Maceo el 15 de marzo de 1878. Francisco Javier capituló en mayo de ese año en la ciudad de Holguín, volviendo a la ciudad de Manzanillo.

## Últimos años y muerte
Apoyó moralmente la Guerra Necesaria (1895-1898), tercera guerra por la independencia de Cuba, si bien no pudo unirse a ella por su ancianidad. Fue el único de los hermanos Céspedes que pudo ver el fin del gobierno español sobre Cuba. 
Francisco Javier de Jesús de Céspedes falleció de causas naturales el 27 de julio de 1903, en el poblado de Niquero, Cuba. Tenía al morir 81 años de edad. 